# Rudolf Otto
Rudolf Otto   (Peine, 25 de setembre de 1869 - Marburg, 7 de març de 1937) fou un eminent teòleg protestant alemany i un gran erudit en l'estudi comparatiu de les religions.

## Biografia
Rudolf Otto estudià a l'Institut Andreanum de Hildesheim i després a les universitats d'Erlangen i Göttingen, on feu dos doctorats, el primer, una dissertació sobre Luter, i el segon sobre Kant. El 1906 arribà a ser professor extraordinari, i el 1910 rebé un doctor honoris causa a la Universitat de Giessen. El 1915 arribà a ser professor ordinari a la Universitat de Breslau, i el 1917 a al Universitat de Marburg's Divinity School, llavors un dels seminaris protestants més famosos del món. Tot i que fou sol·lícit en algunes altres convocatòries, romangué a Marburg la resta de la seva vida. Es retirà el 1929 i morí de pneumònia vuit anys després, probablement com a conseqüència d'una infecció de malària que havia contret en una de les seves expedicions.

## El sagrat com el numinós
L'obra més famosa de Rudolf Otto, La idea d'allò sagrat (1917), es troba entre els llibres amb més renom de la fenomenologia religiosa alemanya del segle xx. Actualment està traduïda a vint llengües. El llibre defineix el concepte d'allò sagrat com allò que és numinós, misteriós. Otto explicà el concepte d'allò misteriós com una «experiència no-racional i no-sensorial o el pressentiment el centre principal i immediat del qual està fora de la identitat». Forjà aquest nou terme sobre la base de la paraula llatina numen (referida al seu significat original als déus). Aquesta expressió manca de relació etimològica respecte del concepte de noümen d'Immanuel Kant, al·ludint a un terme grec que remet a una realitat incognoscible subjacent a totes les coses. Allò numinós és un misteri que és alhora terrorífic i fascinant. Estableix alhora un paradigma per a l'estudi de la religió com una categoria irreductible i original en si mateixa.

## Obra
- Geist und Wort nach Luther, 1898.
- Die historisch-kritische Auffasung vom Leben und Wirken Jesu, 1901.
- Naturalistische und religiöse Weltansicht, 1904. (Vers. inglesa: Naturalism and Religion, 1907.)
- The Life and Ministry of Jesus, According to the Critical Method, 1908.
- Das Heilige. Über das Irrationale in der Idee des Göttlichen und sein Verhältnis zum Rationalen, 1917. (Vers. anglesa: The Idea of the Holy, 1923. Vers. espanyola: Lo santo. Lo racional y lo irracional en la idea de Dios. Madrid, Alianza, 1980, verrs. catalana: El sagrat. Sobre els trets racionals i irracionals de la idea del diví, 2021)[1]

- Vischnu-Nârâyana; Texte zur indische Gottesmystik, I, 1917.
- Siddhânta des Râmânuja, Texte zur indische Gottesmystik, II, 1917.
- Aufsätze das Numinöse betreffend, 1923.
- West-Östliche Mystik; Vergleich und Unterscheidung zur Wesensdeutung, 1926. (Vers. inglesa: Mysticism east and west: A comparative analysis of the nature of mysticism, 1932.)
- Christianity and the Indian Religion of Grace (1928)
- Die Gnadenreligion Indiens und das Christentum; Vergleich und Unterscheidung, 1930. (Vers. inglesa: India's Religion of Grace and Christianity Compared and Contrasted, 1930.)
- The philosophy of religion based on Kant and Fries (1931)
- Religious essays: A supplement to The Idea of the Holy (1931)
- Das Gefühl des Überweltlichen; Sensus Numinus (artículos), 1931.
- Sünde und Urschuld und andere Aufsätze zur Theologie, 1932.
- The original Gita: The song of the Supreme Exalted One (1939)
- The Kingdom of God and the Son of Man: A Study in the History of Religion (1943)
- Autobiographical and Social Essays (1996)